# جان سالیوان (نظامی)
جان سالیوان (انگلیسی: John Sullivan; ۱۷ فوریهٔ ۱۷۴۰ – ۲۳ ژانویهٔ ۱۷۹۵) یک افسر ارتش قاره‌ای، سیاستمدار و قاضی بود که در جنگ انقلاب آمریکا خدمت کرد و در چندین رویداد کلیدی این درگیری، به ویژه عبور جورج واشنگتن از رودخانه دلاور، شرکت داشت. او همچنین نماینده کنگره قاره‌ای بود، جایی که سالیوان انجمن قاره‌ای را امضا کرد. پس از جنگ، او به عنوان سومین فرماندار نیوهمپشایر خدمت کرد و به عنوان قاضی دادگاه منطقه‌ای ایالات متحده برای ناحیه نیوهمپشایر منصوب شد.
سالیوان، سومین پسر مهاجران آمریکایی، رهبری سفر اکتشافی سالیوان را در سال ۱۷۷۹ بر عهده داشت، زمینی سوخته توسط ارتش قاره‌ای که ۴۰ روستای ایروکی را ویران کرد، ۲۰۰ ایروکی را کشت و ۵۰۰۰ ایروکی را به عنوان پناهنده به قلعه نیاگارا تحت کنترل بریتانیا آواره کرد. بحث تاریخ‌نگاری در مورد اینکه آیا اقدامات سالیوان و سربازانش در طول این سفر اکتشافی نسل‌کشی محسوب می‌شود یا خیر، وجود دارد. سالیوان به عنوان عضوی از کنگره، از نزدیک با سفیر فرانسه در ایالات متحده، شوالیه دو لا لوزرن، همکاری داشت.